# Јакобени (Сучава)
Јакобени (рум. Iacobeni) насеље је у Румунији у округу Сучава у општини Јакобени. Oпштина се налази на надморској висини од 1117 m.

## Историја
За време првог светског рата Аустроугарска је изградила железницу узаног колосека (колосек 760 мм, дужина 77,1 км) која је ишла од Јакобенија преко прелаза Прислоп (Марамуреш) до Борше. Пруга је служила за војне потребе на карпатском фронту. Демонтирана је 1930-31.

## Становништво
Према подацима из 2002. године у насељу је живело 3866 становника.

### Попис2002.
| Расподела становништва по националности 2002.‍ | Расподела становништва по националности 2002.‍ | Расподела становништва по националности 2002.‍ | Расподела становништва по националности 2002.‍ | Расподела становништва по националности 2002.‍ |
| --------------------------------------------- | --------------------------------------------- | --------------------------------------------- | --------------------------------------------- | --------------------------------------------- |
|                                               |                                               |                                               |                                               |                                               |
| Румуни                                        | Румуни                                        |                                               | 3.847                                         | 99,6%                                         |
| Немци                                         | Немци                                         |                                               | 14                                            | 0,4%                                          |

### Хронологија
| Година       | 1992 | 1993 | 1994 | 1995 | 1996 | 1997 | 1998 | 1999 | 2000 | 2001 | 2002 | 2003 | 2004 | 2005 | 2006 | 2007 | 2008 | 2009 | 2010 | 2011 | 2012 | 2013 | 2014 | 2015 | 2016 | 2017 |
| ------------ | ---- | ---- | ---- | ---- | ---- | ---- | ---- | ---- | ---- | ---- | ---- | ---- | ---- | ---- | ---- | ---- | ---- | ---- | ---- | ---- | ---- | ---- | ---- | ---- | ---- | ---- |
| Становништво | 4266 | 4259 | 4265 | 4274 | 4235 | 4179 | 4157 | 4160 | 4130 | 4122 | 4103 | 2591 | 2560 | 2534 | 2479 | 2448 | 2411 | 2382 | 2333 | 2295 | 2262 | 2240 | 2199 | 2177 | 2122 | 2098 |